# چم کهریز
چم کهریز، روستایی از توابع بخش باغ بهادران شهرستان لنجان در استان اصفهان است.

## جمعیت
این روستا در دهستان چم کوه قرار دارد و براساس سرشماری مرکز آمار ایران در سال ۱۳۸۵، جمعیت آن ۳۰۹ نفر (۸۱خانوار) بوده‌است.